# Sulla virtù
Sulla virtù è un brevissimo dialogo pseudoplatonico che tratta il tema dell'insegnabilità della virtù, argomento a sua volta ripreso da vari dialoghi platonici, in particolare il Protagora e soprattutto il Menone, di cui sembra essere una pallida imitazione.

## Contenuto
Come altri dialoghi pseudoplatonici, Sulla virtù inizia con una domanda perentoria sull'insegnabilità della virtù – argomento centrale nella riflessione filosofica e morale del V secolo a.C. Per rispondere a questa domanda, Socrate, che discute con un allevatore di cavalli, afferma che, come per diventare medici o architetti bisogna andare a scuola da altri medici o architetti, così per diventare buoni bisogna ricevere lezioni da uomini buoni. Tuttavia, gli uomini del passato riconosciuti buoni, come i politici Tucidide, Temistocle, Aristide e Pericle, non sembrano aver lasciato allievi e nemmeno è possibile ricordare i nomi dei loro maestri (376c-d). Forse gli uomini buoni non vogliono rendere partecipi gli altri della loro virtù? 
Gli uomini buoni, continua Socrate, sono anche giusti, e giusti sono coloro che fanno del bene al prossimo: per questo motivo, nessun giusto si rifiuterà di rendere migliore qualcun altro. Eppure, Temistocle educò il figlio ad essere migliore in vari campi, ma fallì per quanto riguarda la virtù, e lo stesso successe ad altri eminenti politici (377a-378b). A questo punto Socrate, attraverso un'analogia con i cavalli e i cani di razza, ipotizza l'esistenza di un'arte in grado di distinguere tra uomini buoni e uomini cattivi: la polis necessita infatti di uomini buoni, ma essi non diventano tali né per natura né educazione, bensì solo grazie all'ispirazione divina (379a-d).